# Dubrowka (Brjansk)
Dubrowka (russisch Ду́бровка) ist eine Siedlung städtischen Typs in der Oblast Brjansk in Russland mit 8015 Einwohnern (Stand 14. Oktober 2010).

## Geographie
Der Ort liegt etwa 70 km Luftlinie nordwestlich des Oblastverwaltungszentrums Brjansk an der Seschtscha, einem rechten Nebenfluss der Desna, etwa 10 km oberhalb der Mündung.
Dubrowka ist Verwaltungszentrum des Rajons Dubrowski sowie Sitz der Stadtgemeinde Dubrowskoje gorodskoje posselenije. Zur Gemeinde gehören neben Dubrowka die im Umkreis von bis zu zehn Kilometer gelegenen Dörfer Dawydtschitschi, Dubrowka, Fjodorowka, Nemer, Poboinaja, Ponisowka, Potrjassowka, Seschtscha, Tschekalina Sloboda und Tuschewo sowie die Siedlungen Kalinin, Lipowka, Minakow, Nowy Swet und Sarja gehören.

## Geschichte
Der Ort entstand 1868 im Zusammenhang mit dem Bau der zunächst privaten Orjol-Witebsker Eisenbahn um eine dort errichtete Station, benannt nach dem gleichnamigen, knapp drei Kilometer südlich gelegenen Dorf. Ab den 1880er-Jahren entstanden bei der Station mehrere Betriebe der Forst-, Nahrungsmittel- und Leichtindustrie.
Am 1924 wurde Dubrowka Verwaltungssitz einer Wolost, 1929 eines aus dieser hervorgegangenen Rajons. 1931 erhielt der Ort den Status einer Siedlung städtischen Typs.
Im Zweiten Weltkrieg war Dubrowka vom 8. August 1941 bis 24. September 1943 von der deutschen Wehrmacht okkupiert.

### Bevölkerungsentwicklung
| Jahr | Einwohner |
| ---- | --------- |
| 1939 | 4170      |
| 1959 | 4560      |
| 1970 | 5958      |
| 1979 | 7278      |
| 1989 | 8515      |
| 2002 | 8598      |
| 2010 | 8015      |

Anmerkung: Volkszählungsdaten

## Verkehr
Dubrowka besitzt einen Bahnhof bei Kilometer 215 der 1868 eröffneten Eisenbahnstrecke Orjol – Brjansk – Smolensk.
Gut fünf Kilometer südöstlich der Siedlung führt die föderale Fernstraße R120 vorbei, die der Bahnstrecke von Orjol bis Smolensk und weiter zur belarussischen Grenze folgt.